# Željko Joksimović
Željko Joksimović (cyr. Жељко Јоксимовић; ur. 20 kwietnia 1972 w Belgradzie) – serbski piosenkarz, kompozytor, producent muzyczny i multiinstrumentalista. Jeden z najpopularniejszych artystów zarówno na Bałkanach, jak i w krajach Europy Środkowej i Wschodniej. Dwukrotny uczestnik Konkursu Piosenki Eurowizji: w 2004 i 2012.

## Życiorys

### Rodzina i edukacja
Urodził się w Belgradzie, a dorastał w Valjevie. Jest synem Serba i Czarnogórki.
Posługuje się biegle sześcioma językami: serbskim, greckim, angielskim, rosyjskim, polskim i francuskim. Potrafi grać na 12 instrumentach muzycznych, m.in. na akordeonie, pianinie, gitarze i perkusji.
W 1997 ukończył studia na Uniwersytecie Muzycznym w Belgradzie i rozpoczął profesjonalną karierę muzyczną.

### Kariera

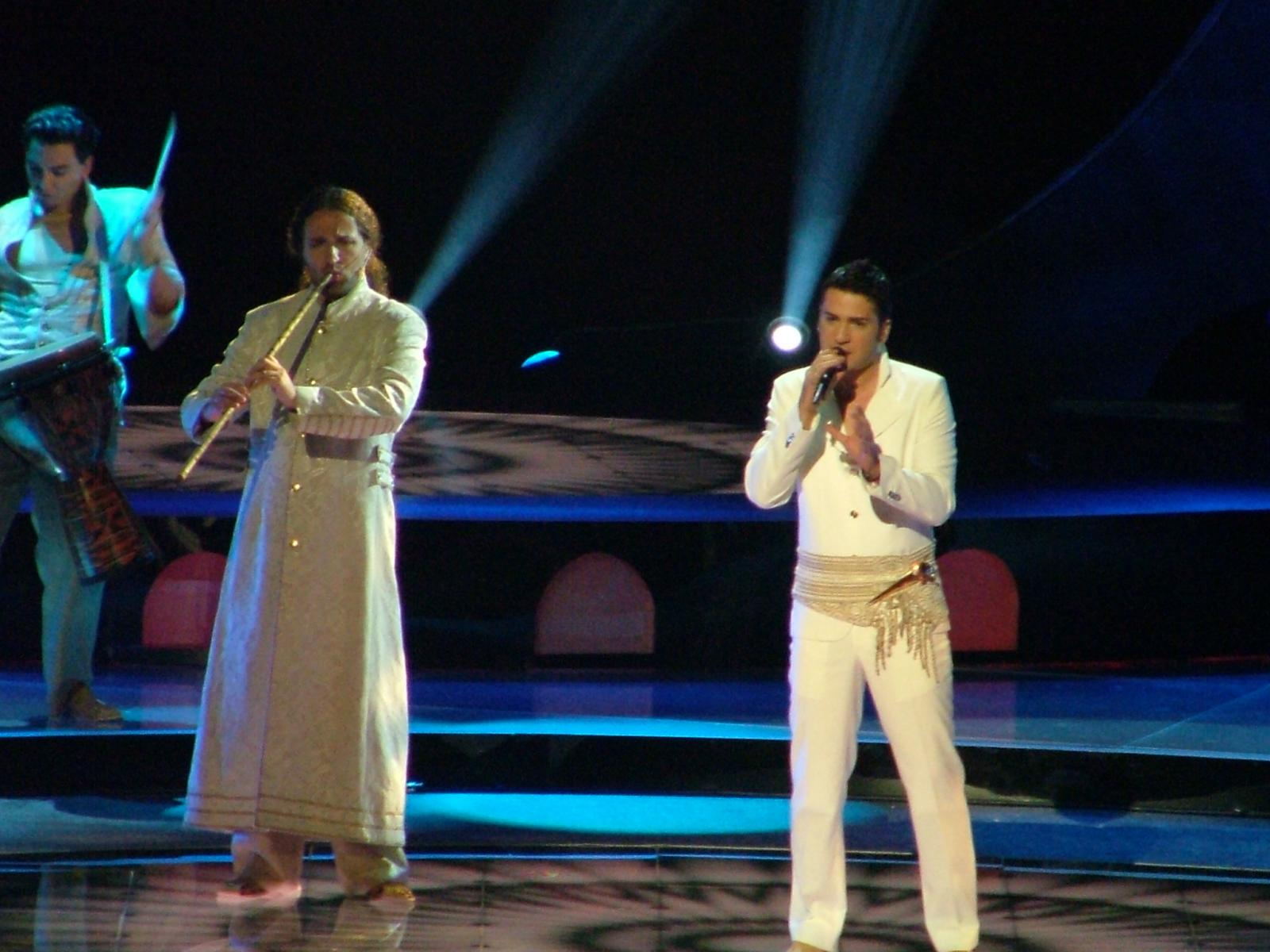
Joksimović podczas 49. Konkursu Piosenki Eurowizji (2004)

Kiedy miał 12 lat, zdobył tytuł „Pierwszego Akordeonu Europy” podczas międzynarodowego festiwalu muzycznego w Paryżu. W 1998 wygrał główną nagrodę na festiwalu Pjesma Mediterana z piosenką „Pesma sirena”, co dało mu szansę zaprezentowania utworu na konkursach na Białorusi. Na dwóch z nich zdobył tytuł „Grand-Prix”. W 1999 podpisał kontrakt z wytwórnią płytową City Records, należącą do prywatnej serbskiej stacji telewizyjnej RTV Pink. Jego pierwszy album studyjny, zatytułowany Željko Joksimović (Amajlija), zawierał osiem piosenek, w tym single „Pesma sirena” i „7 godina”, który napisał we współpracy z Lentiną Vukomanović. Utwór dotarł do pierwszego miejsca krajowych list przebojów, stając się przebojem w krajach byłej Jugosławii. W 2000 ukazała się druga płyta długogrająca wokalisty sygnowana jego imieniem i nazwiskiem (często nazywana także Rintam). Na krążku znalazło się dziewięć utworów, m.in. „Vreteno”, „Balada”, „Gadura” czy „Sta ce meni vise od toga” (duet z Harisem Dzinovicem). Pod koniec 2000 wytwórnia City Records ogłosiła album najlepiej sprzedającym się krążkiem roku, a wiele piosenek z tej płyty przez wiele tygodni znajdowało się na pierwszych miejscach radiowych i telewizyjnych list przebojów. W tym samym roku otrzymał trzykrotnie tytuł Piosenkarza roku. W 2002 wydał album pt. 111, z którym dotarł do pierwszego miejsca list najchętniej kupowanych albumów w Serbii i innych krajów regionu. W następnym roku napisał utwór „Čija si” dla Toše Proeskiego, z którą ten wygrał festiwal Beovizija 2003. Wydał też autorski singiel „Ledja o ledja”.
W 2004 z utworem „Lane moje” zwyciężył w programie Evropesma 2004, dzięki czemu został pierwszym w historii reprezentantem Serbii i Czarnogóry w Konkursie Piosenki Eurowizji. 15 maja zajął drugie miejsce w finale konkursu organizowanego w Stambule. Po finale konkursu otrzymał Nagrodę Dziennikarzy im. Marcela Bezençona. Piosenka „Lane moje” została również nagrana w wersji angielskiej („Good Bye”) i wydana na singlu przez międzynarodową wytwórnię fonograficzną Warner Music. Po występie na Eurowizji podpisał kontrakt płytowy z agencją Minacord Production oraz zaczął pracować i komponować we własnym studiu nagraniowym. W sierpniu zagrał koncert w Marusi na południu Aten, gdzie odbywały się Letnie Igrzyska Olimpijskie 2004. W tym samym roku nawiązał współpracę z Dino Merlinem, z którym napisał i nagrał piosenkę „Superman”.

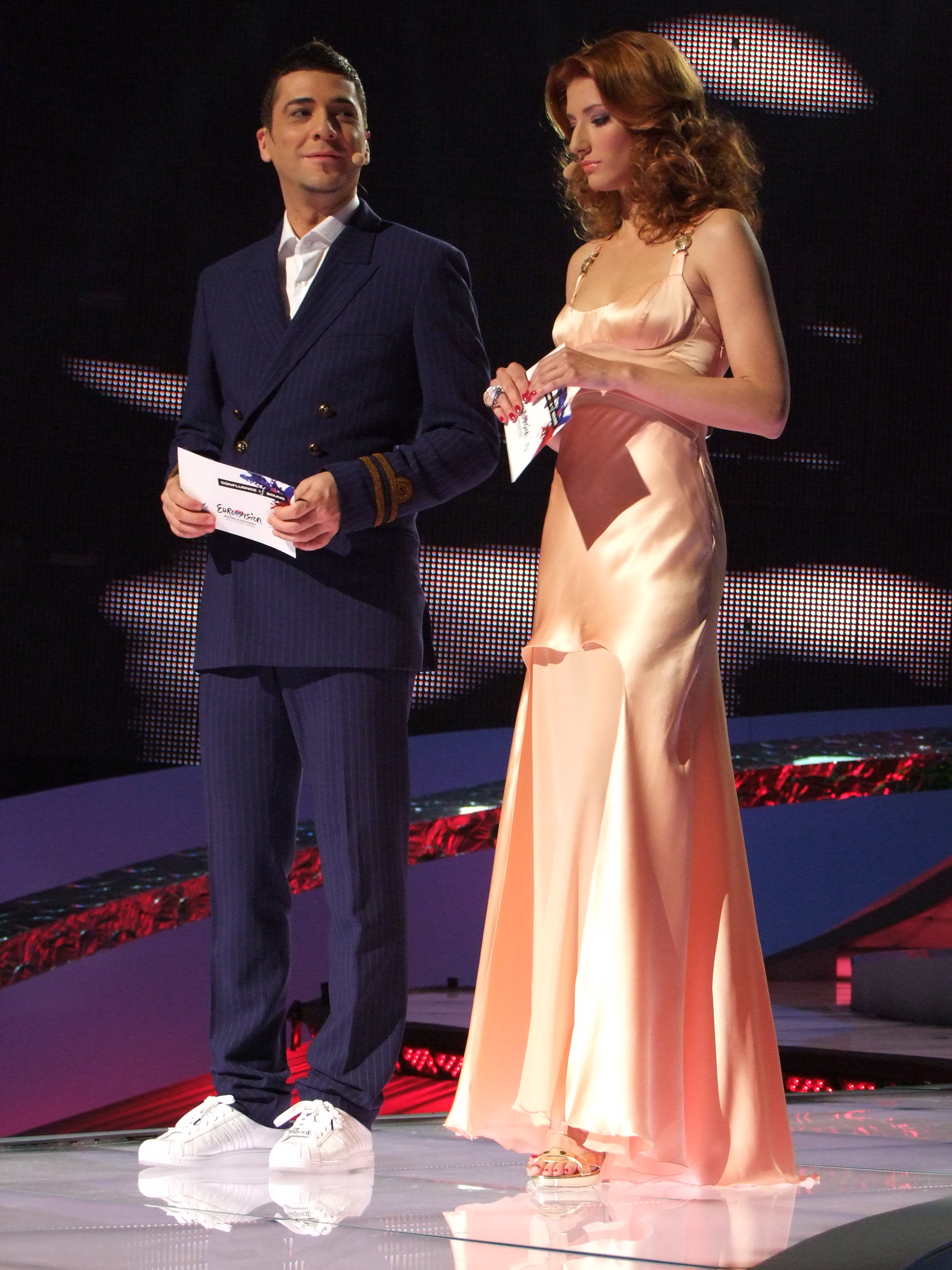
Joksimović i Jovana Janković podczas 53. Konkursu Piosenki Eurowizji (2008)

W 2005 skomponował utwór „Jutro” dla Jeleny Tomašević oraz otworzył własną rozgłośnię radiową Radio Lane, a także wydał singiel „I Live My Life for You”, który nagrał w duecie z Tamee Harrison. W tym samym roku napisał też swoją pierwszą partyturę filmową, tworząc oficjalną ścieżkę dźwiękową do produkcji Ivkova slava, a także wydał album pt. IV (Ima nešto u tom što me nećes), który osiągnął wynik ponad 800 tys. sprzedanych kopii na terenie byłej Jugosławii. W 2006 skomponował utwór „Lejla” dla zespołu Hari Mata Hari, z którym formacja zajęła trzecie miejsce dla Bośni i Hercegowiny w finale 51. Konkursu Piosenki Eurowizji. Po finale konkursu Joksimović został wyróżniony Nagrodą Kompozytorów im. Marcela Bezençona. W następnym roku składankę przebojów pt. Platinum Collection, na której znalazły się jego najpopularniejsze utwory oraz dwa nowe single – „Devojka” i „Nije do mene”. W tym samym roku skomponował muzykę do seriali Ranjeni orao i Ono nase sto nekad bejase oraz wystąpił na koncercie w Belgradzkiej Arenie przed 18-tysięczną publicznością; zapis filmowy z widowiska został wydany na płycie koncertowej pt. Beogradska Arena Live (CD + DVD).
Na początku 2008 napisał utwór „Oro”, z którym Jelena Tomašević zwyciężyła w finale programu Beovizija 2008 i reprezentowała Serbię w 53. Konkursie Piosenki Eurowizji w Belgradzie. Pod koniec marca publiczna telewizja Radio-Televizija Srbije (organizator widowiska) poinformowała, że Joksimović i będzie współprowadził konkursu.

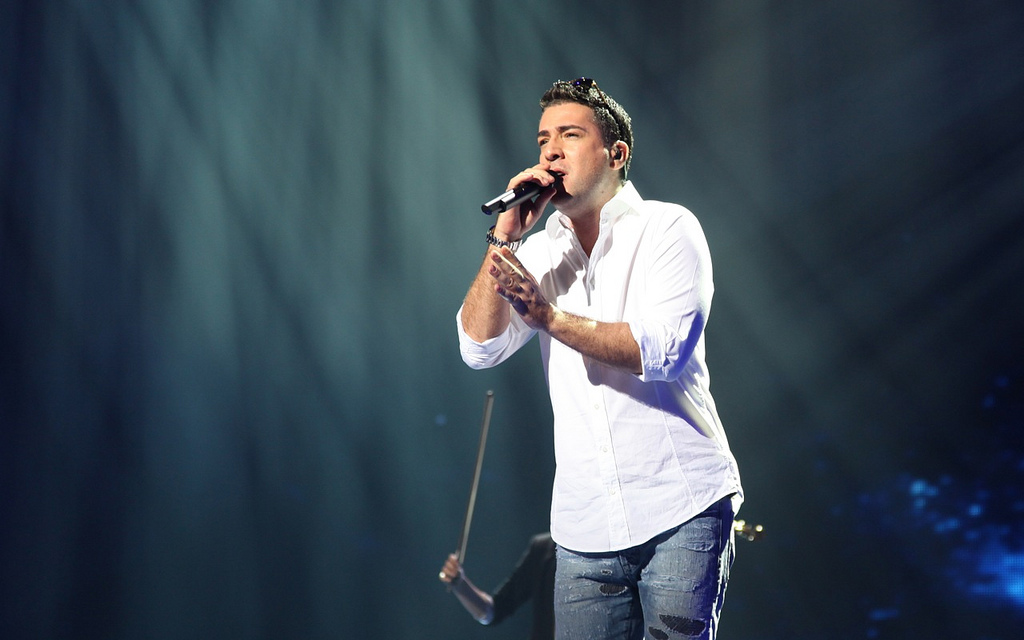
Joksimović podczas 57. Konkursu Piosenki Eurowizji (2012)

W 2009 wydał album pt. Ljubavi, który promował tytułowym singlem i utworem „Žena za sva vremena”. W czerwcu 2010 zagrał koncert w Asim Ferhatović Hase Stadium w Sarajewie przed 40-tysięczną publicznością. W 2011 wydał dwie kolejne składanki swoich przebojów: Najlepše balade i Od srca na dar. W maju 2012, reprezentując Serbię z utworem „Nije ljubav stvar”, zajął trzecie miejsce w finale 57. Konkursu Piosenki Eurowizji w Baku.
W 2015 skomponował utwór „Adio”, z którym Nenad „Knez” Knežević reprezentował Czarnogórę w 60. Konkursie Piosenki Eurowizji w Wiedniu.

## Życie prywatne
20 stycznia 2012 podczas uroczystości na Malediwach poślubił Jovanę Janković.

## Dyskografia
| - Amajlija (1999) - Vreteno (2001) - 111 (2002) - IV (2005) - Ljubavi (2009) - Beogradska Arena Live (2008) - The Best of Željko Joksimović (2003) - Platinum Collection (2007) - Najlepše balade (2011) - Od srca na dar (2011) | - „Leđa o leđa” (2004) - „Lane moje”/„Goodbye” (2004) - „I Live My Life for You” (2005; w duecie z Tamee Harrison) - „Devojka” (2007) - „Nije do mene” (2007) - „Ono naše što nekad bejaše” (2008) - „Dođi sutra” (2010) - „Nije ljubav stvar” (2012) - „Ludak kao ja” (2013) - „Ranjena zver” (2015) | - Ivkova slava (2005; we współpracy z Jeleną Tomašević i Nikolą Kojo) - Ranjeni Orao (2009) |